# Linha de Kalunga

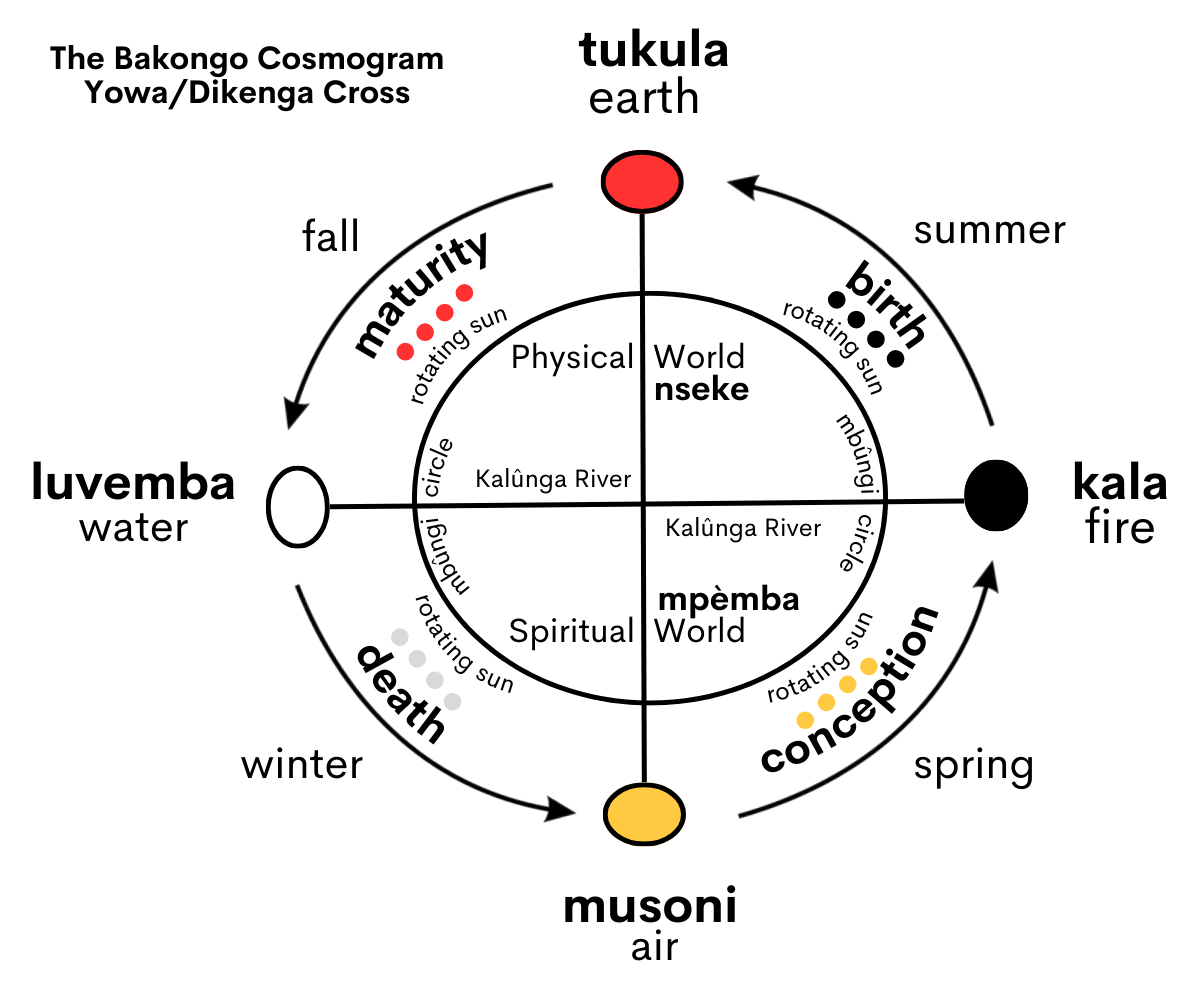
O Cosmograma congo

A Linha de Kalûnga na religião tradicional dos bakongo é um limite aquático que separa a terra dos vivos (Ku Nseke) do reino espiritual dos ancestrais falecidos (Ku Mpemba). Kalûnga é uma palavra do quicongo que significa "limiar entre mundos". Representa a liminalidade, ou seja, um espaço literalmente “nem aqui nem ali”. Originalmente, Kalûnga era vista como uma força ígnea vital que deu origem ao universo e simbolizava a natureza espiritual do sol e da mudança. A linha é um elemento central no Cosmograma congo.

## Etimologia
A palavra Kalûnga provém do quicongo e significa "limiar entre mundos". Deriva do proto-bantu *-lung-, que quer dizer "colocar em ordem, alinhar". Na região do Congo, Kalûnga é também associada ao nzadi o nzere, ou seja, o Rio Congo. Essa concepção foi levada às Américas pelos africanos escravizados, passando a designar o mar, os corpos d'água e os espíritos ancestrais ligados à água.

## Criação
Segundo os bakongo, no princípio havia apenas um vazio circular chamado mbûngi. Nzambi a Mpungu (o Deus Criador) gerou uma centelha de fogo, chamada Kalûnga, que cresceu até preencher o mbûngi. Quando essa energia tornou-se intensa demais, espalhou-se e formou o universo — o sol, as estrelas, os planetas. Assim, Kalûnga é a origem da vida e símbolo do movimento contínuo. Nzambi a Mpungu também é identificado como Kalûnga, o deus da mudança.  Semelhanças entre esse mito e a teoria do Big Bang já foram estudadas.
A criação do ser humano bakongo, ou muntu, segue os **quatro momentos do sol**:
- Musoni: concepção no mundo espiritual e no útero materno.
- Kala: nascimento físico, representando o nascer do sol.
- Tukula: maturidade, quando o indivíduo aprende seu propósito.
- Luvemba: morte e retorno ao mundo espiritual (Nu Mpémba).[7][9]

Como os bakongo acreditam na dupla alma-mente (mwèla-ngindu), o indivíduo existe nos dois mundos ao longo da vida. Após a morte, continua vivendo espiritualmente até renascer no tempo de Kala. O lado direito do corpo é considerado masculino e o esquerdo, feminino.

## Cosmograma Kongo
Quando Kalûnga preencheu o mbûngi, criou uma linha invisível que dividia o círculo ao meio. A metade superior representa o mundo físico (Ku Nseke), e a inferior, o mundo espiritual dos ancestrais (Ku Mpémba). Essa linha é a Kalûnga, que separa os mundos e permite a travessia nas passagens da vida e da morte. Com o tempo, a linha tornou-se um rio que conduz os seres entre os mundos, enquanto o mbûngi passou a representar o sol em rotação.
A Kalûnga e o mbûngi juntos formam o cosmograma congo ou cruz Dikenga. Nele, os quatro momentos do sol também são representados pelos quatro pontos cardeais, quatro estações e quatro tempos do dia: n'dingu-a-nsi (meia-noite), ndiminia (amanhecer), mbata (meio-dia) e ndmina (entardecer).
Espíritos da natureza, como o simbi, habitam águas e rochas e guiam os ancestrais (bakulu) pela linha de Kalûnga após a morte. Segundo tradições hoodoo afro-americanas, os simbís também aparecem durante batismos cristãos afrodescendentes.

## Nas Américas
Devido à forte ligação espiritual dos bakongo com a água, a linha de Kalûnga passou a ser associada ao Oceano Atlântico, após a diáspora africana. Muitos passaram a interpretar a travessia atlântica como entrada no mundo dos mortos. Acreditava-se que, após a morte, a alma retornaria ao Congo, a verdadeira terra dos vivos. Assim, a linha de Kalûnga tornou-se símbolo da fronteira entre morte e renascimento.
Essa crença sobrevive em algumas tradições religiosas afro-americanas, que veem a alma retornando à África após a morte física, atravessando novamente a linha sagrada.